# Taenogera nigrapicalis
Taenogera nigrapicalis är en tvåvingeart som beskrevs av Mann 1928. Taenogera nigrapicalis ingår i släktet Taenogera och familjen stilettflugor. Inga underarter finns listade i Catalogue of Life.